# Margarita (Kolumbia)
Margarita – miasto w Kolumbii, w departamencie Bolívar.